# Byrrhinus subglobosus
Byrrhinus subglobosus är en skalbaggsart som först beskrevs av Delève 1968.  Byrrhinus subglobosus ingår i släktet Byrrhinus och familjen lerstrandbaggar. Inga underarter finns listade i Catalogue of Life.